# 19691 Iwate
19691 Iwate è un asteroide della fascia principale. Scoperto nel 1999, presenta un'orbita caratterizzata da un semiasse maggiore pari a 2,7440358 UA e da un'eccentricità di 0,0576589, inclinata di 5,51026° rispetto all'eclittica.